# Sint-Jansbeek (Gelderland)
De Sint-Jansbeek of Sonsbeek is een beek door Arnhem, die ontspringt op landgoed Zypendaal en vervolgens door Sonsbeek en de Arnhemse binnenstad in de rivier de Rijn uitstroomt.

## Geschiedenis
Het was niet de rivier de Rijn, maar de Sint-Jansbeek die aan de basis heeft gestaan van het ontstaan en de ontwikkeling van de stad Arnhem. Er zijn sporen gevonden die aangeven dat rond het jaar 700 v.C. de eerste bewoning zich aan deze beek heeft gevestigd.
In de vroege middeleeuwen is de Sint-Jansbeek de belangrijkste levensader van Arnhem. Niet alleen door de watervoorziening, maar ook doordat het snel stromende water van de beek verschillende watermolens aandrijft. Al sinds de 13de eeuw worden watermolens langs de Sint-Jansbeek gebruikt om graan te vermalen tot meel en papier te vervaardigen. Daarnaast werd de beek ook gebruikt door verschillende wasserijen. De Sint-Jansbeek toont zich hiermee van groot belang voor de ontwikkeling en de groei van de stad.
In 1430 bouwde hertog Arnoud van Gelre het versterkte huis Gulden Spijker op een eilandje in de beek. Iets zuidelijker werd het huis Zilveren Spijker gebouwd.
In 1663 krijgt de secretaris van de stad, Josias Harn, het recht om het water dat zich in een moerassig deel verzamelde, af te dammen en dit moeras af te graven tot een visvijver. De dam werd de latere Parkweg, de weg tussen de landgoederen Zypendaal en Sonsbeek. De visvijver is dezelfde als de huidige vijver boven de weg.
Rond 1700 kwamen verschillende stukken grond en een molen langs de beek in bezit van Anna van Sonsbeeck. Aan deze joffer dankt park Sonsbeek haar naam en is daarmee ook een verklaring voor de tweede naam van de Sint-Jansbeek: de Sonsbeek. Bij vererving, verkoop en het toevoegen van omringende landerijen werden de bezittingen aangeduid als ´Sonsbeeck'. De naam werd overgenomen door de latere eigenaren toen zij de landerijen rondom de Sint-Jansbeek, de wildbaan (Parkweg) en de Hartjesberg, de plek waar Huis Sonsbeek werd gebouwd samenvoegden.
Als in het eind van de 18de eeuw de stoommachine opkomt, worden de watermolens en daarmee de Sint-Jansbeek, steeds minder belangrijk. De Sint-Jansbeek, die aan de wieg heeft gestaan van de ontwikkeling van Arnhem, is nu enkel nog een beek die door de landgoederen stroomt, terwijl Arnhem zich voor de ontwikkeling geheel op de Rijn richt. Grootgrondeigenaren bepalen op de landgoederen de loop van de Sint-Jansbeek. Zo betaalde in 1826 Hendrik Jacob Carel Johan baron van Heeckeren 70 duizend gulden voor de aanleg van de Grote Waterval. Verschillende negentiende-eeuwse arbeidersgezinnen hadden van dat bedrag jarenlang kunnen leven.

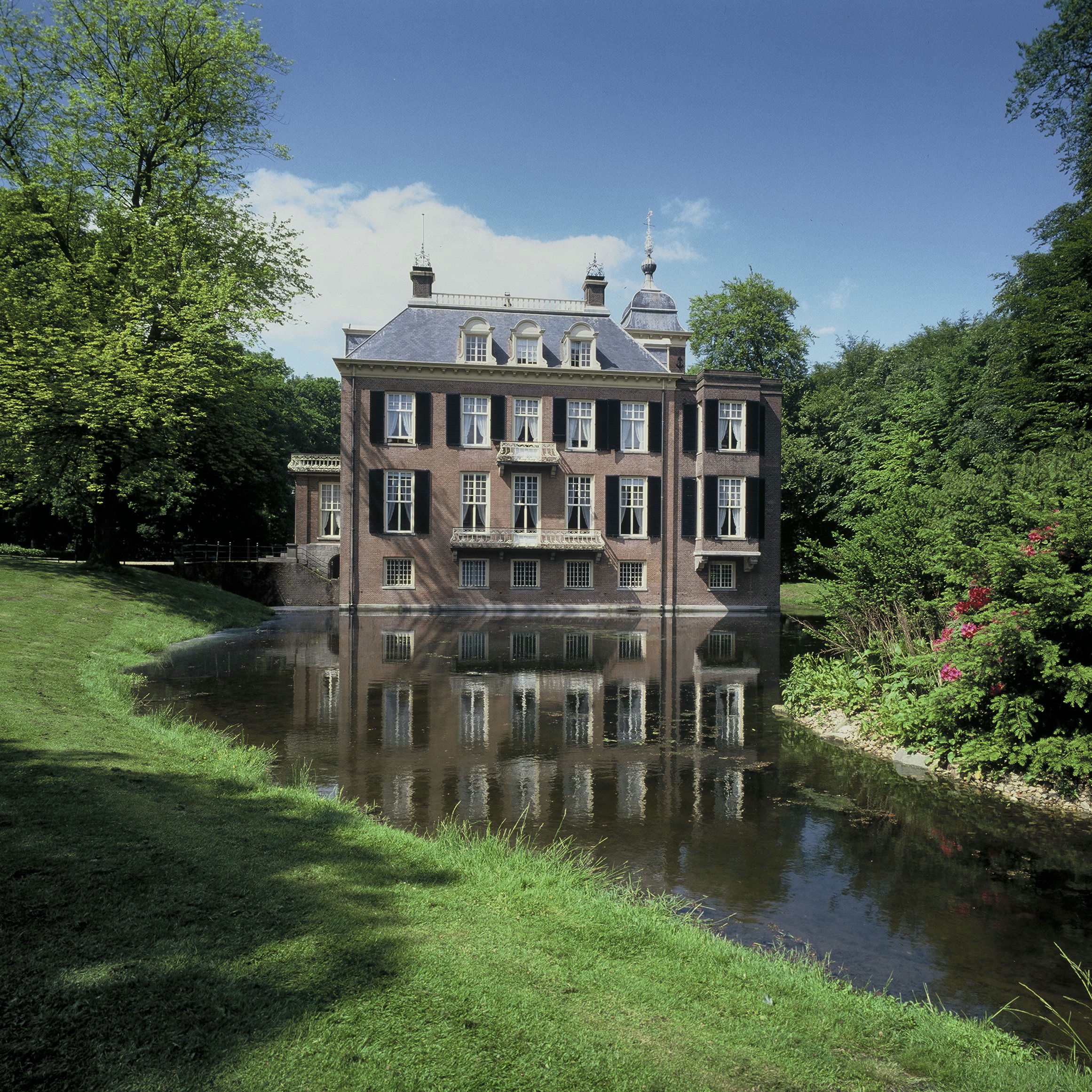
Sint Jansbeek bij Huis Zypendaal
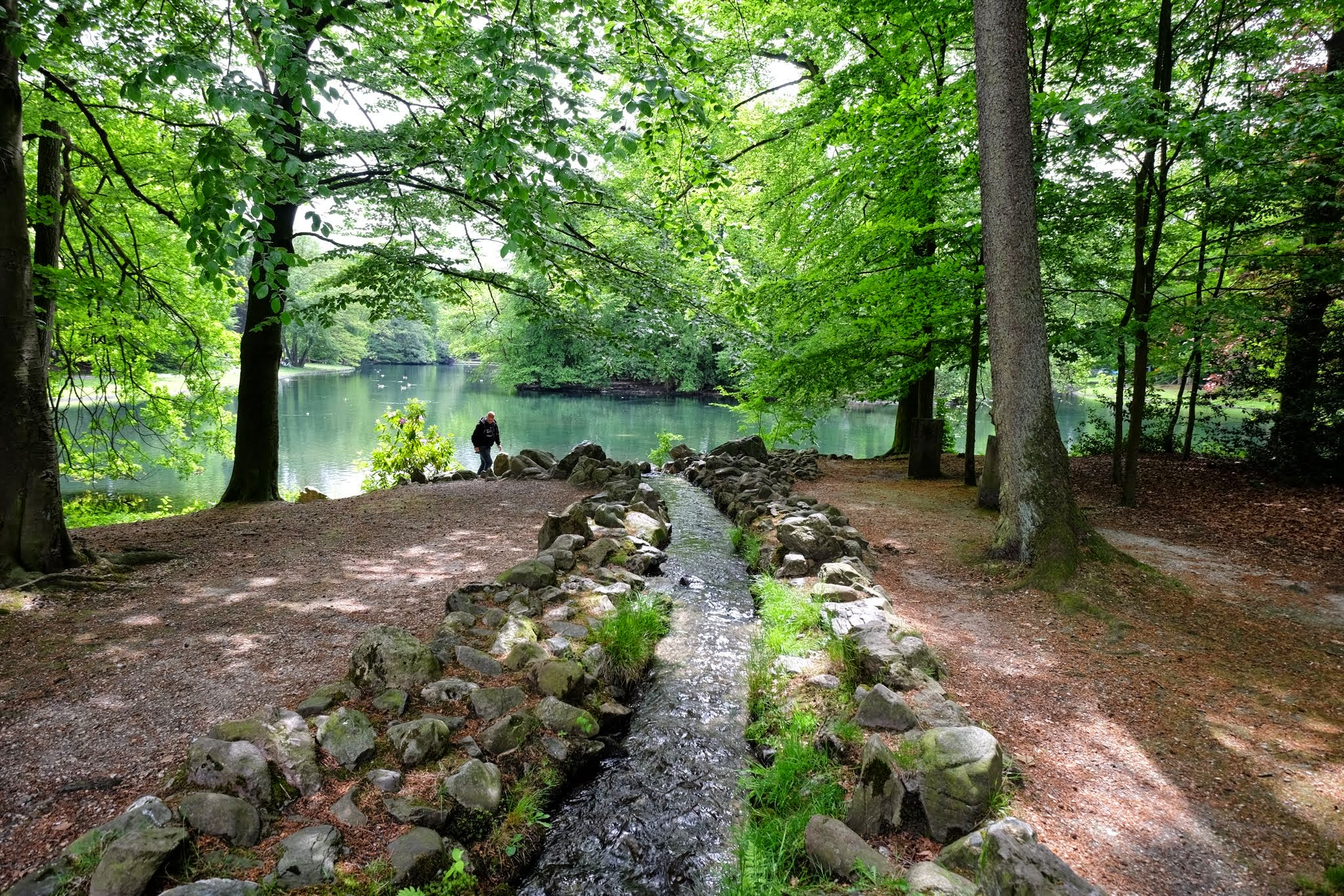
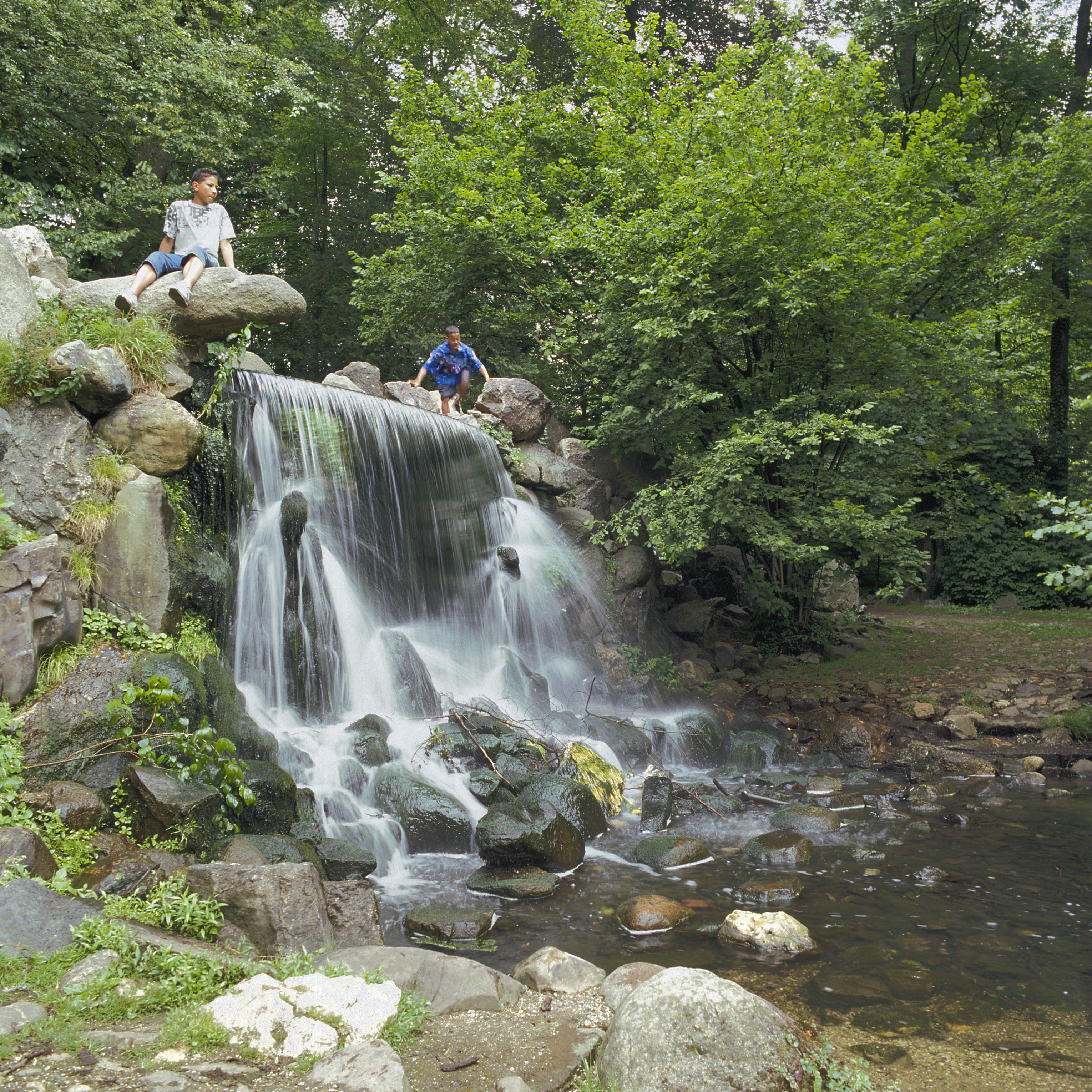
De Grote Waterval in Sonsbeek (1826)
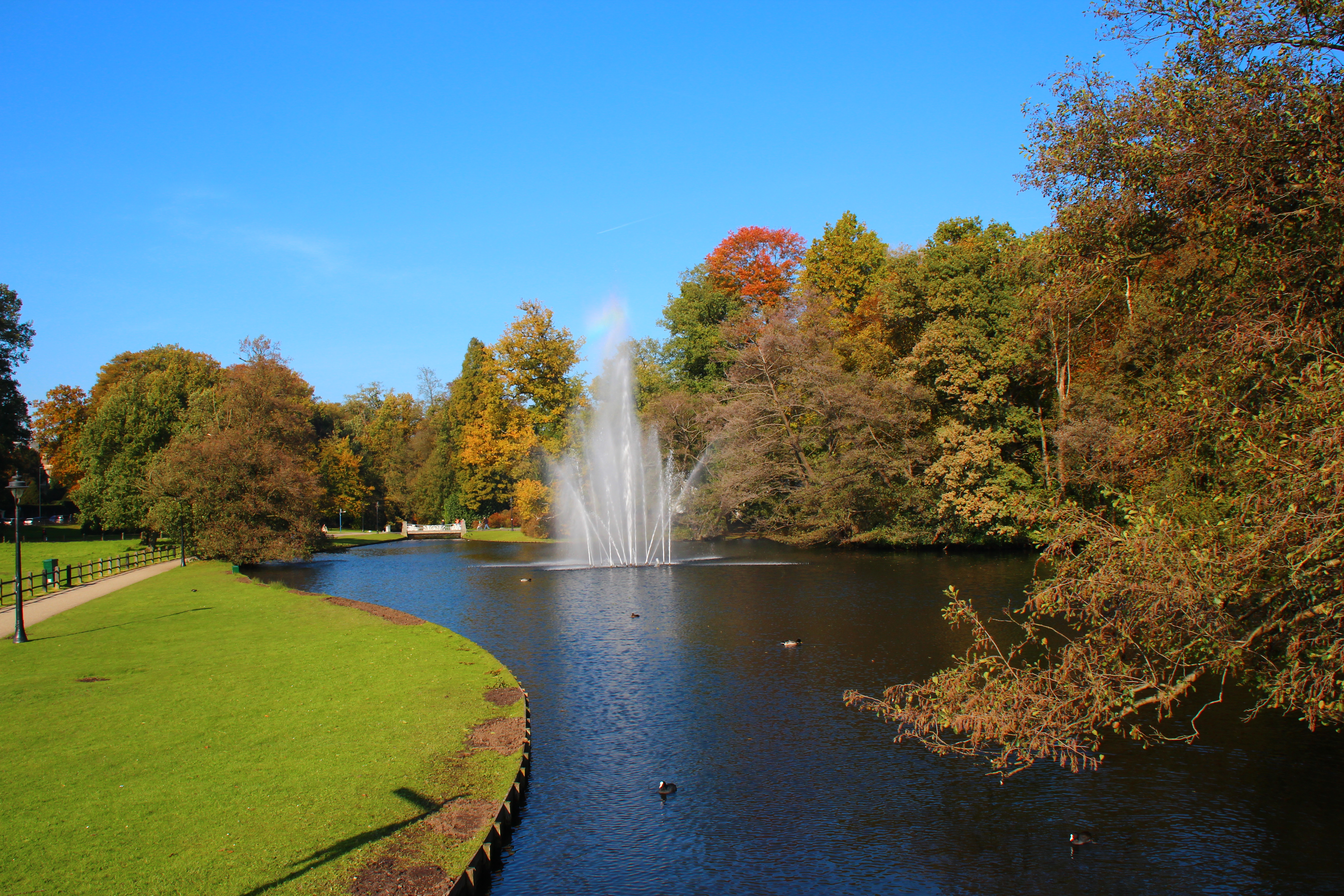
Sint Jansbeek in Sonsbeek
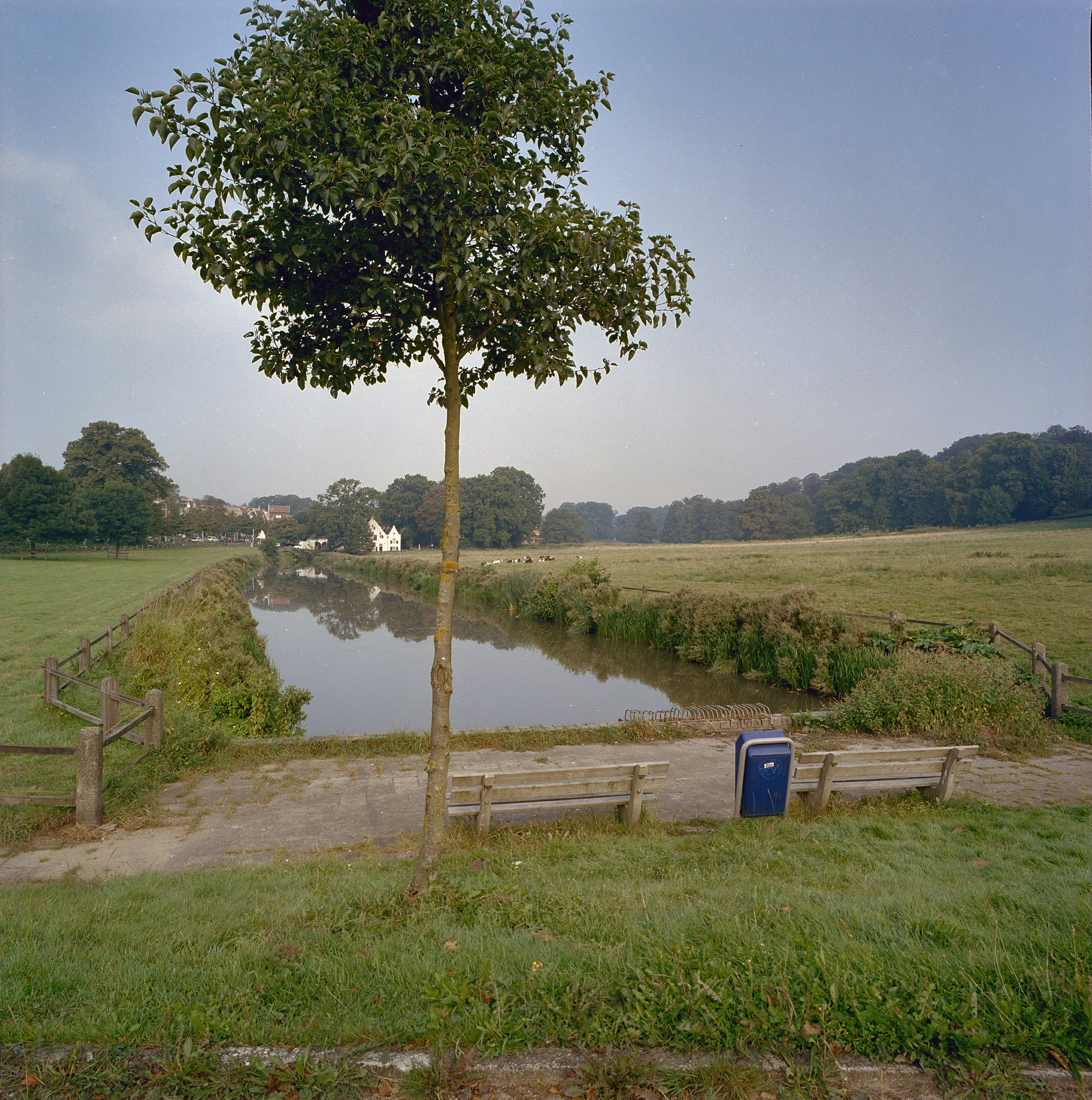
Zicht op Sint Jansbeek en De Witte Molen
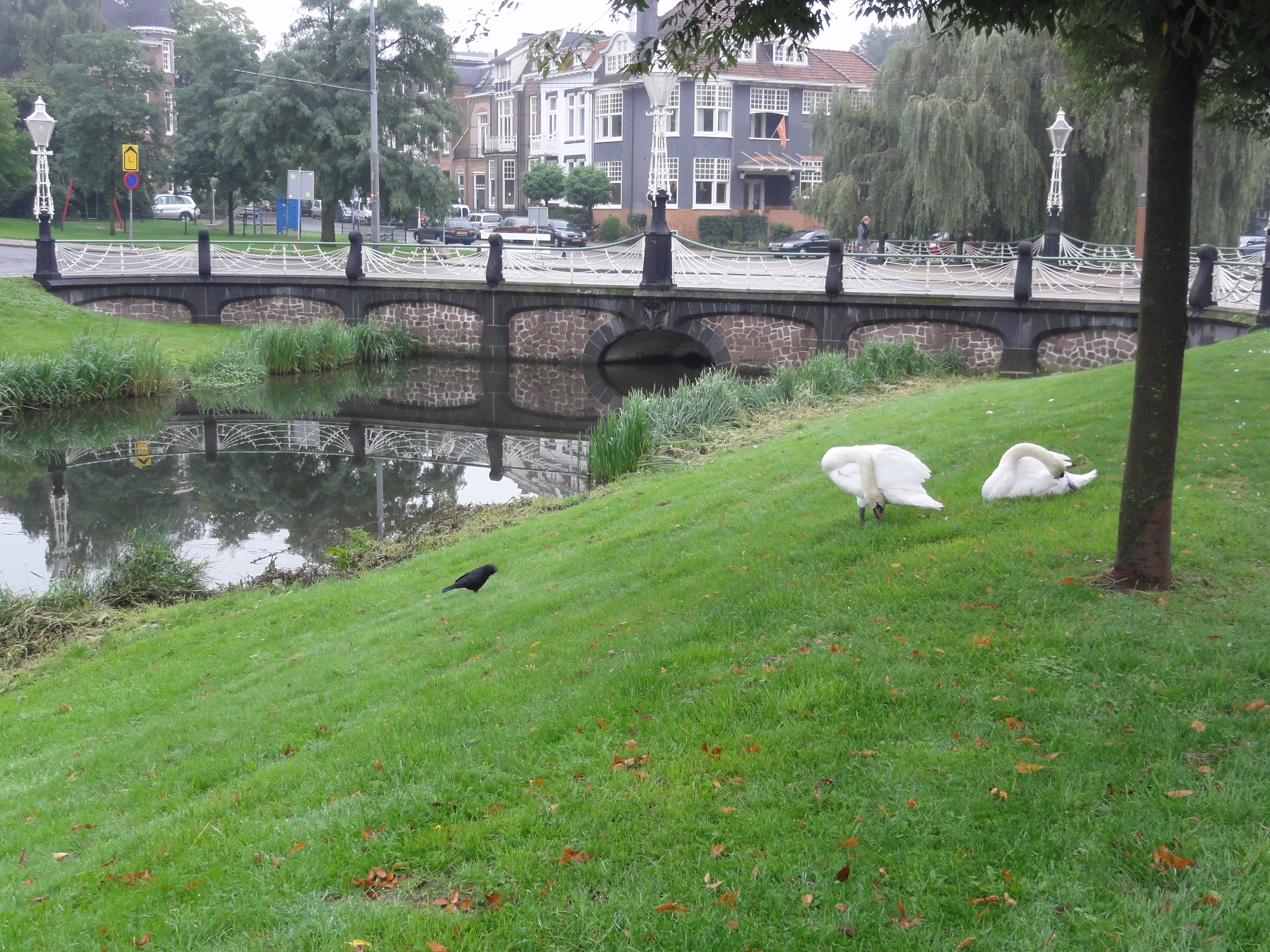
Brug De la Reystraat

## Sint Jansbeek in de stad
Tot ongeveer 1836 stroomt de Sint-Jansbeek geheel open door de stad, maar door alle bedrijvigheid is het water erg vies. Daarnaast werd er van alles en nog wat in het water gedumpt, wat voor nog meer verontreiniging zorgde, die uiteindelijk via de Roermondsgracht in de Rijn werd geloosd. Er werden zogeheten beekmeesters aangesteld om er voor te zorgen dat er in de beek geen "vuylniss, noch onrendlicke dingen in geworpen, gestort oft gewassen en worden".
De Sint-Jansbeek is in de binnenstad tot in de 19de eeuw een open stroom geweest. In de 19de eeuw werd de beek overkluisd en de singels gedempt. In de 20ste eeuw wordt het water na het passeren van De La Reystraat onder de spoorlijn naar de Lauwersgracht gepompt. Onderweg voedt het nog de fonteinen aan de Janssingel. Na de Lauwersgracht wordt het water uiteindelijk naar de Rijn gepompt. Na bijna 150 jaar verdwenen te zijn uit het straatbeeld startte in 2016 de werkzaamheden om de beek op verschillende plekken weer zichtbaar te maken in de binnenstad. Een deel van het water uit de Lauwersgracht stroomt sindsdien via de Beekstraat bovengronds richting de Broerenstraat, langs de Sint-Eusebiuskerk en het Audrey Hepburnplein, via de Nieuwstraat naar de Rijnkade, waar ze zich in de Rijn stort.

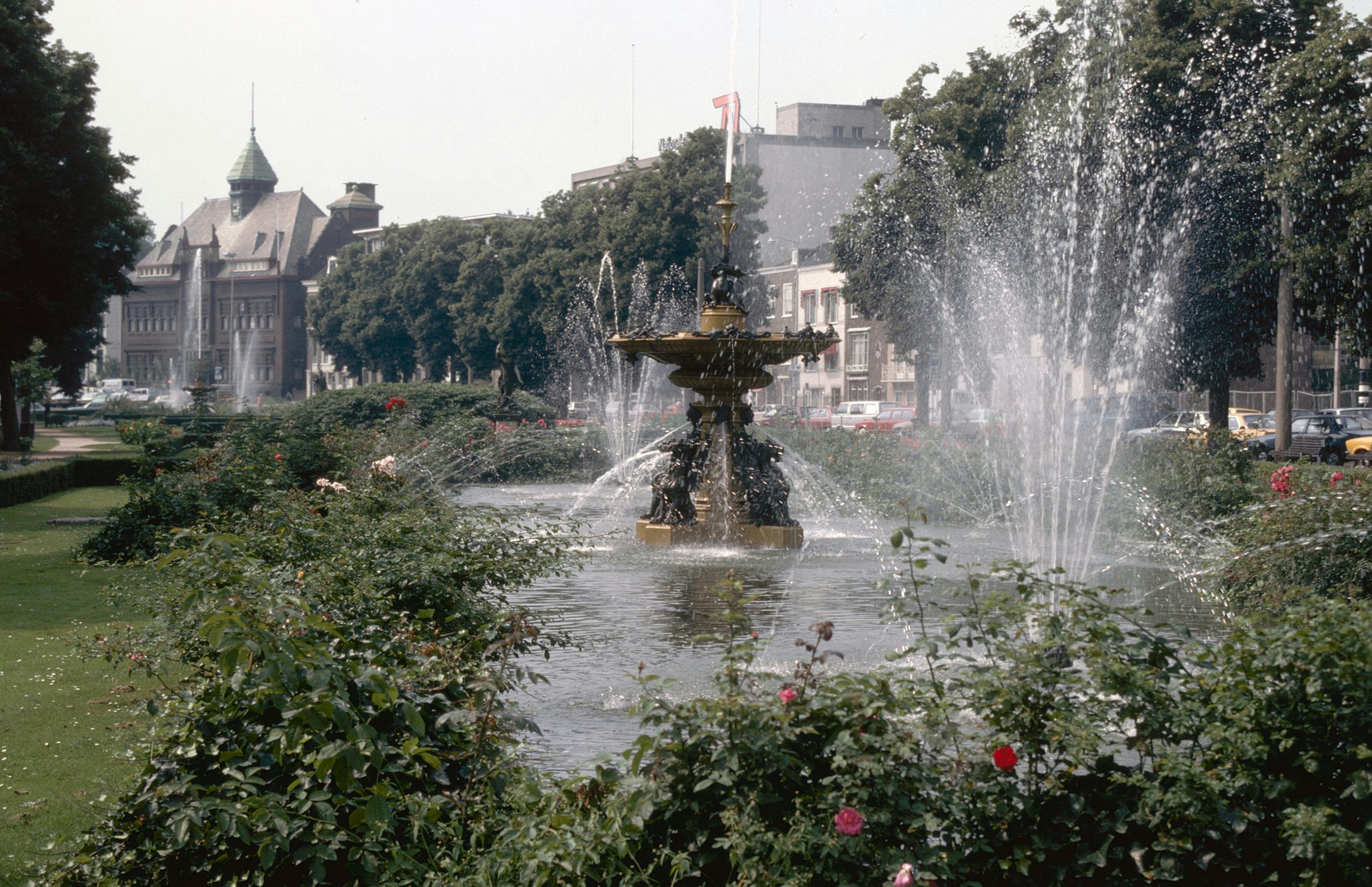
Fonteinen aan de Janssingel
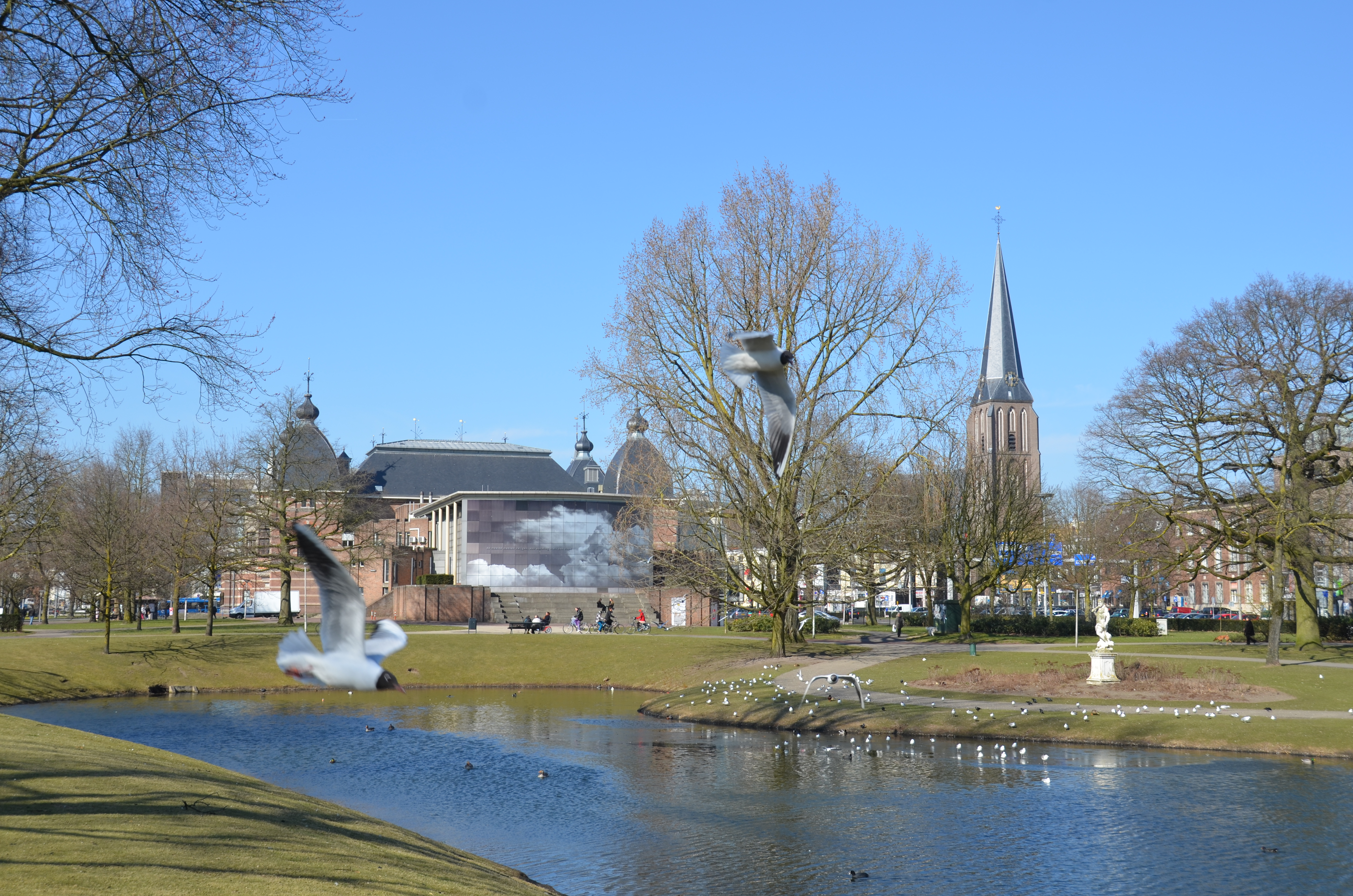
Lauwersgracht
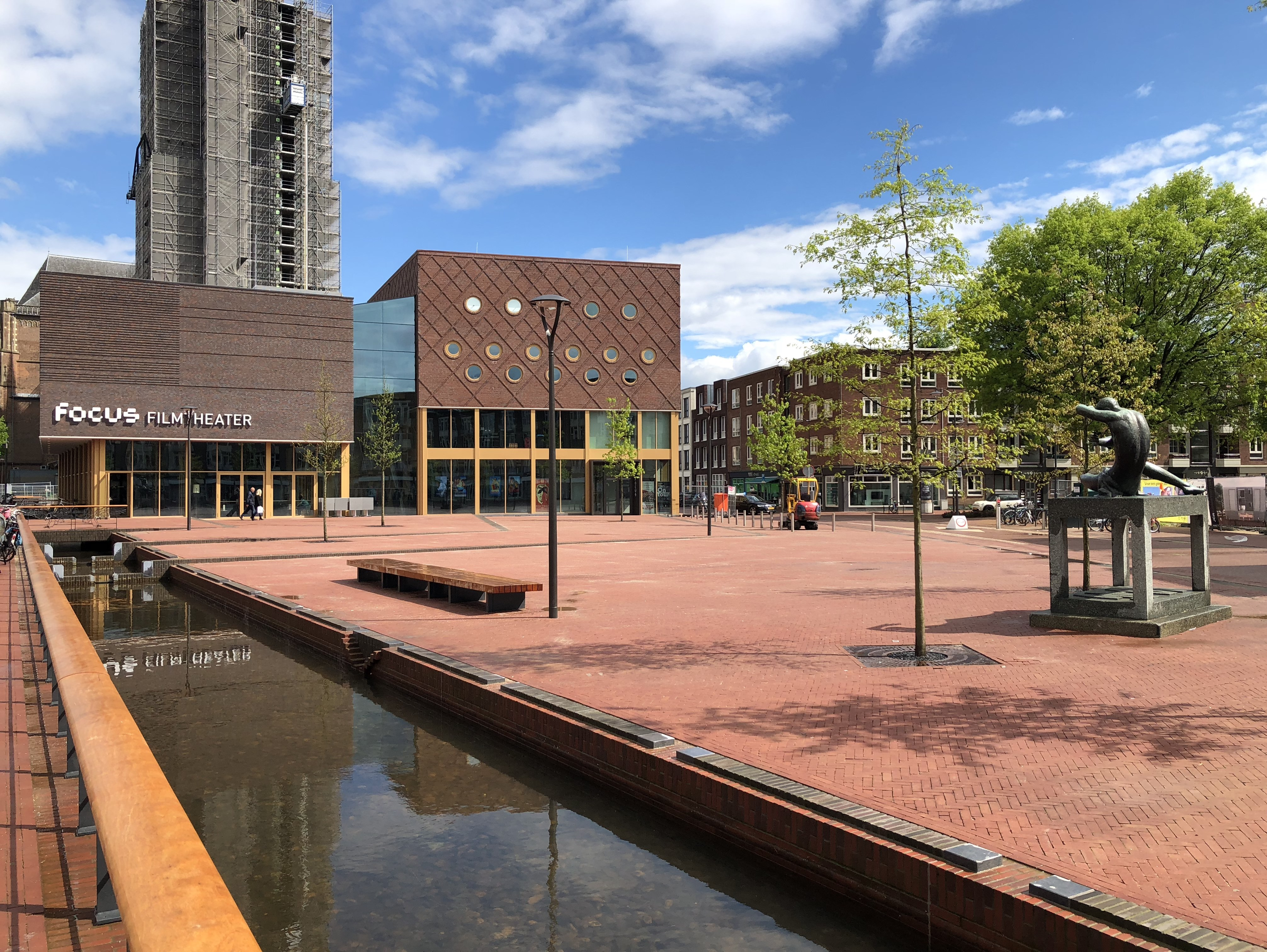
Sint-Jansbeek op het Audrey Hepburnplein
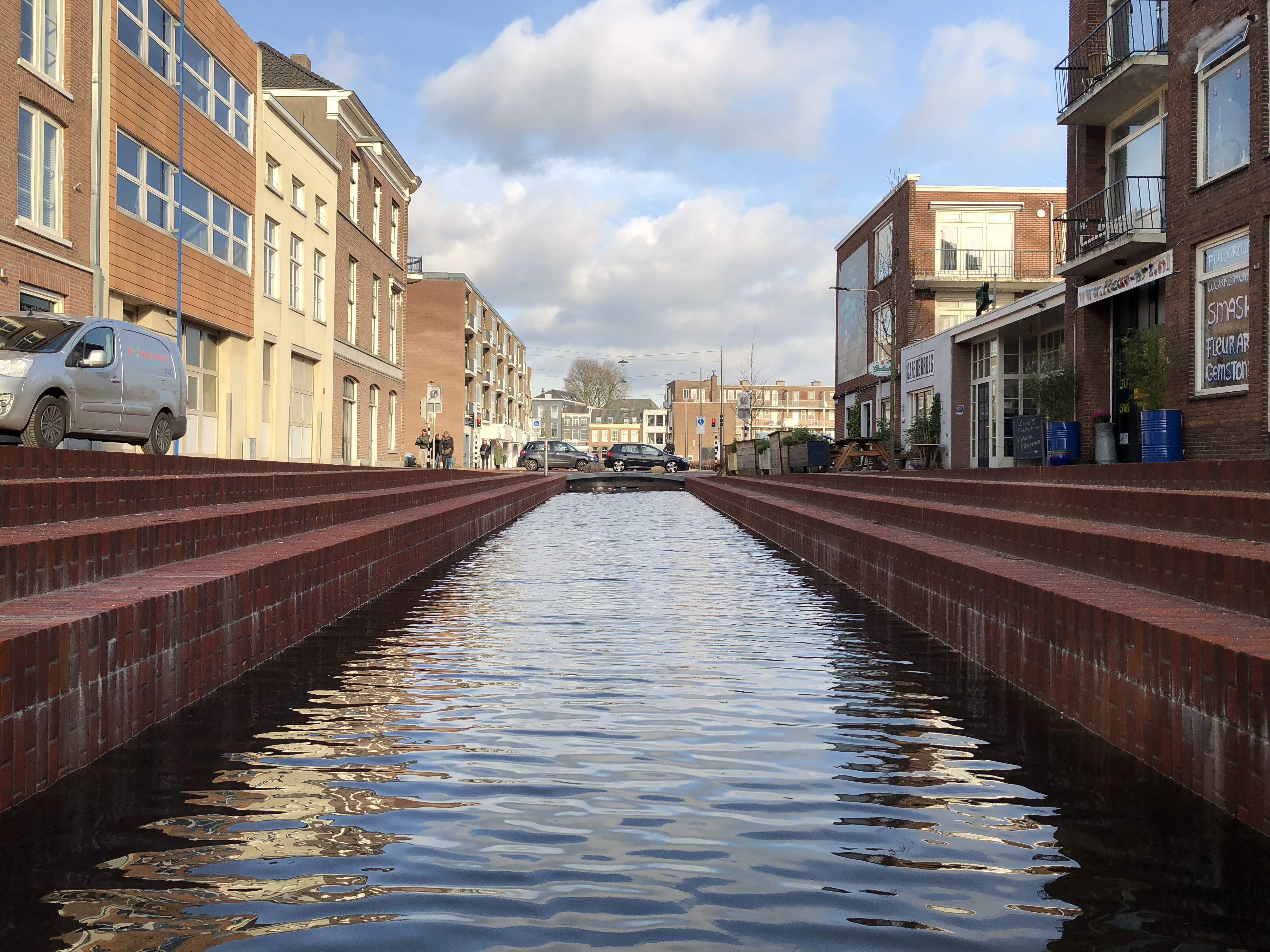
Sint-Jansbeek in de Nieuwstraat
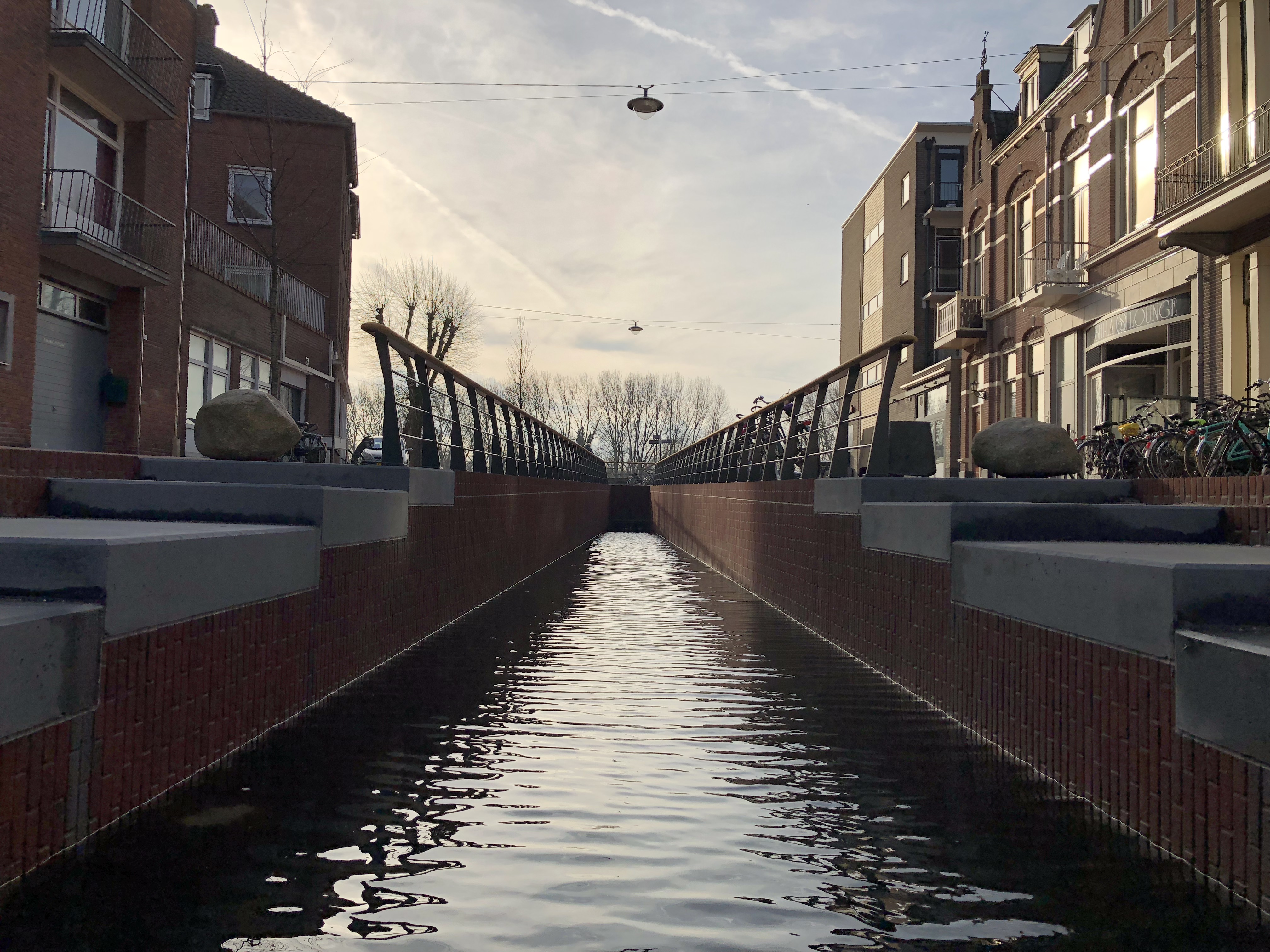
Zicht op Sint-Jansbeek en de Rijnkade
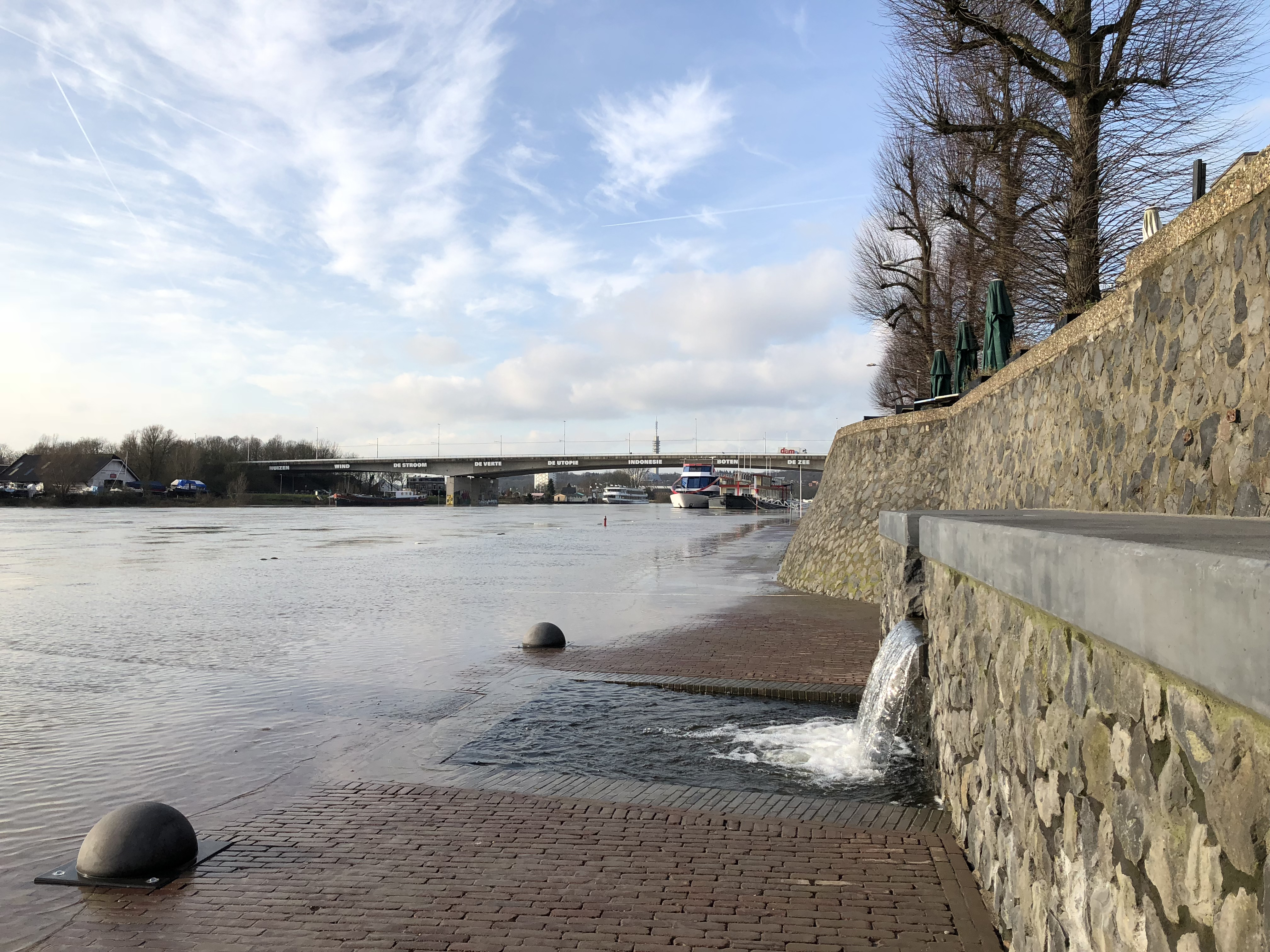
Sint-Jansbeek stort zich in de Rijn

## Trivia
- In juni 2017 werden in het kader van de werkzaamheden om de beek weer bovengronds te krijgen, pal naast de Sint-Eusebiuskerk honderden skeletten opgegraven.[6]
- In 2018 kwam de Sint-Jansbeek in het nieuws nadat een Arnhemmer er goudvissen in had uitgezet en deze op last van de RVO weer moest vangen.[7]